# La Perspective
La Perspective est une œuvre d'art érigée sur les communes de Guyancourt et Montigny-le-Bretonneux, Yvelines, France.

## Description
La Perspective est un ensemble de trois bassins successifs, situés de part et d'autre du boulevard Vauban, à la limite entre Guyancourt et Montigny-le-Bretonneux :
- le bassin des Engouffrements, un long bassin rectangulaire où sont placées trois formes géométriques (un cercle, un triangle et un carré) ;
- le bassin de la Perspective, circulaire, surmontée d'une sorte de flèche métallique ondulée ;
- le bassin des Marches, sur les bords duquel s'élève deux anneaux métalliques.

Ce dernier bassin donne directement sur le parc des Sources de la Bièvre.

## Historique
La ville nouvelle de Saint-Quentin-en-Yvelines est aménagée à partir des années 1970. Cet aménagement donne lieu à de nombreuses commandes d'art public. En particulier, des commandes sont passées à trois sculpteurs contemporains pour créer des œuvres monumentales sur le thème de l'eau, en référence au château de Versailles, proche du site : Marta Pan, Nissim Merkado et Piotr Kowalski.
Marta Pan est chargée de la coordination du projet, avec l'assistance de Michel Euvé. Dans ce cadre, elle conçoit La Perspective comme « une liaison entre la ville et la nature », afin d'accompagner le passage du centre de la ville nouvelle vers son parc ; Piotr Kowalski érige une arche monumentale, La Porte de Paris, à l'entrée de la ville ; Nissim Merkado, quant à lui, choisit un endroit un peu en marge des grands axes pour l'implémentation de Meta. La Perspective s'inscrit donc au débouché du canal traversant la ville nouvelle : débutée au milieu des années 1980, la construction de l'œuvre est achevée une décennie plus tard.
En septembre 2019, les trois œuvres reçoivent conjointement le label « Patrimoine d'intérêt régional ». La Perspective bénéficie d'une campagne de restauration de début 2023 à mi-2024.